# نويا (فرعون مصري)
كان نويا حاكماً مصريًا لبعض أجزاء مصر السفلى خلال الفترة الوسيطة الثانية ربما خلال القرن السابع عشر قبل الميلاد. يشهد نويا من قبل ختم الجعران واحد من أصل مجهول.  واستنادا إلى عدد من الأختام من المرحلة الانتقالية الثانية، وعالم المصريات الدنماركي كيم ريهولت اقترح أن نويا كان ملكا من الأسرة المصرية الرابعة عشر وحمل اللقب بعد نيهيسي وقبل يعقوب-هار .   وكان يحكم في القرن السابع عشر قبل الميلاد من أفاريس على شرق دلتا النيل وربما فوق الدلتا الغربية أيضًا.